# Tortriculladia mignonette
Tortriculladia mignonette là một loài bướm đêm trong họ Crambidae.